# Орден Морських заслуг (Бразилія)
Орден Морських заслуг (порт. Ordem do Mérito Naval) — діюча державна нагорода Бразилії.
Орден був створений указом від 11 липня 1934 року президента Жетулью Варгаса. Орден призначений для нагородження за заслуги перед Бразилією, які були пов'язані з Військово-морським флотом. Орденом можуть нагороджуватися особи обох статей, військові і цивільні, громадяни Бразилії та іноземці, а також з'єднання і установи. Для нагородження за заслуги, що пов'язані з Сухопутними військами, існує Орден Військових заслуг.

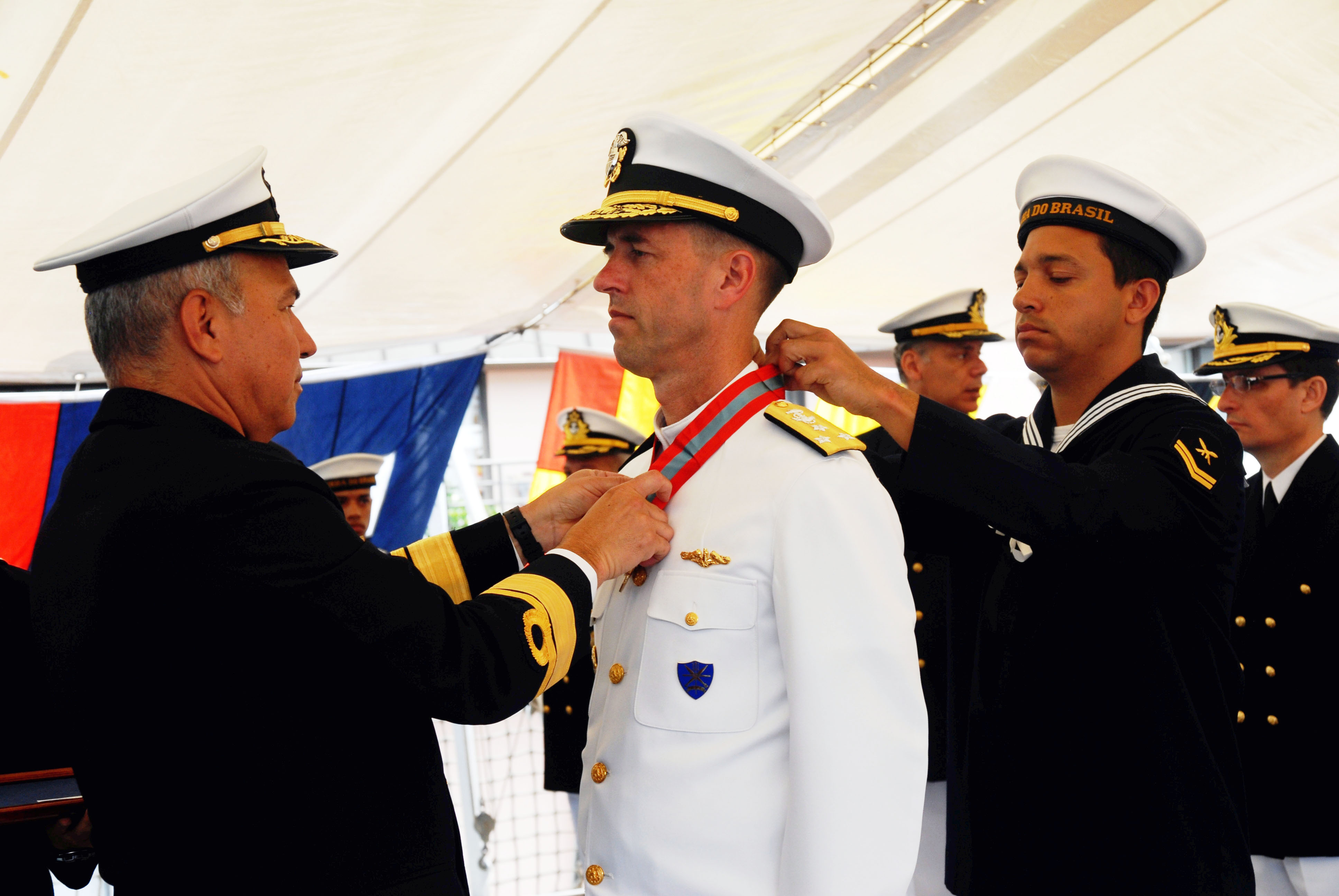
Вручення ордена іноземному віце-адміралу Джону Річардсону.

## Зовнішній вигляд ордена
Стрічка ордена червона, з сірою смугою посередині. Знак ордена являє собою хрест, що покритий білою емаллю. У центрі хреста у круглому медальйоні алегорія Республіки, яка оточена написом  «Naval Merit» («Морські заслуги»). На звороті написане слово «Brasil» («Бразилія») . Між кінцями хреста знаходяться чотири якоря.

## Класи ордена
Орден має п'ять класів.
- Великий хрест призначений для нагородження глав іноземних держав та членів правлячих королівських домів.
- Клас Великий офіцер призначений для нагородження військових міністрів, начальників військово-морських флотів, і воєначальників у чину не нижче віце-адмірала.
- Клас Командор призначений для нагородження інших бразильських та іноземних адміралів і генералів.
- Клас Офіцер призначений для старших офіцерів.
- Клас Кавалер для інших військовослужбовців.
- При нагородженні цивільних осіб враховується приблизна кореляція займаного ними положення з військовими чинами.
- При нагородженні військово-морського з'єднання, орден кріпиться до прапора.

| Орденські планки        |                |          |        |         |
| Кавалер Великого хреста | Великий офіцер | Командор | Офіцер | Кавалер |